# 18505 Caravelli
18505 Caravelli este un asteroid din centura principală de asteroizi.

## Descriere
18505 Caravelli este un asteroid din centura principală de asteroizi. A fost descoperit pe 9 august 1996 la Observatorul San Vittore din Bologna. Asteroidul prezintă o orbită caracterizată de o semiaxă mare de 2,24 ua, o excentricitate de 0,13 și o înclinație de 4,2° în raport cu ecliptica.